# ماراثون كانوي

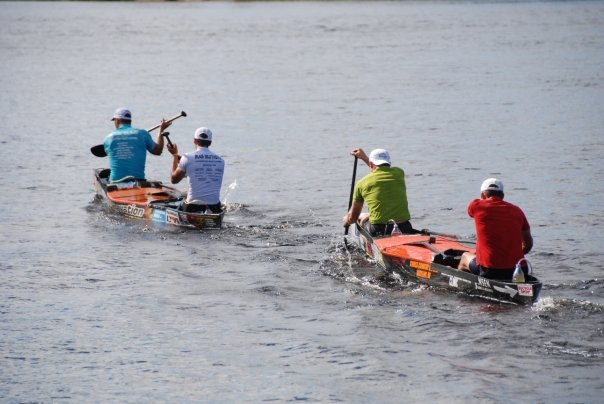

ماراثون كانوي وهو سباق ماراثون لقوارب الكانوي ويختلف عن السباقات الأخرى في الكانوي أن يتم قطع مسافات طويلة فيه بواسطة قوارب البورتيج ويتنافس عليها ألاف المتسابقين كل يوم.